# Municipio de South Roscoe
El municipio de South Roscoe (en inglés, South Roscoe Township) es un municipio del condado de Hodgeman, Kansas, Estados Unidos. Tiene una población estimada, a mediados de 2023, de 42 habitantes.

## Geografía
Está ubicado en las coordenadas 37°58′46″N 100°08′07″O / 37.97944, -100.13528 (37.979403, -100.118495). Según la Oficina del Censo, tiene una superficie total de 184.81 km², de los cuales 184.73 km² corresponden a tierra firme y 0.08 km² están cubiertos de agua.

## Demografía
Según el censo de 2020, en ese momento había 50 personas residiendo en la zona. La densidad de población era de 0.27 hab./km². El 80.00 % de los habitantes eran blancos, el 4.00 % eran amerindios, el 2.00 % era de otra raza y el 14.00% eran de una mezcla de razas. Del total de la población, el 16.00 % eran hispanos o latinos de cualquier raza.